# ЛИФ (футбольный клуб, Лайрвуйк)
ЛИФ (фар. Leirvíkar Ítróttarfelag) — фарерский футбольный клуб из города Лайрвуйк. Был основан в 1928 году. В 2008 году, в год 80-летия команды, объединился с клубом «Гёта» из Норрагёта и образовали клуб «Викингур».
С 1982 по 1989 год и в последний раз в 1993 году ЛИФ играл в высшем дивизионе страны, лучшим результатом было 4-е место в 1984 и 1985 годах. В 1986 году они проиграли свой единственный финал Кубка Фарерских островов со счетом 2:1 клубу НСИ из Рунавуйка.

## Достижения
- 1. deild: 2 (1981, 1992)
- 2. deild: 1 (1980)
- Кубок Фарерских островов: Финалист (1986)